# フェプラゾン
フェプラゾン(Feprazone)またはプレナゾン(prenazone)は、関節や筋肉の痛みの治療に用いられる薬剤である。